# Ascolepis menonguensis
Ascolepis menonguensis är en halvgräsart som beskrevs av Meneses. Ascolepis menonguensis ingår i släktet Ascolepis och familjen halvgräs.
Artens utbredningsområde är Angola. Inga underarter finns listade i Catalogue of Life.